# 刚毛云南越橘
刚毛云南越橘（学名：Vaccinium duclouxii var. hirticaule）为杜鹃花科越橘屬下的一个变种。